# Gouvernement Kef

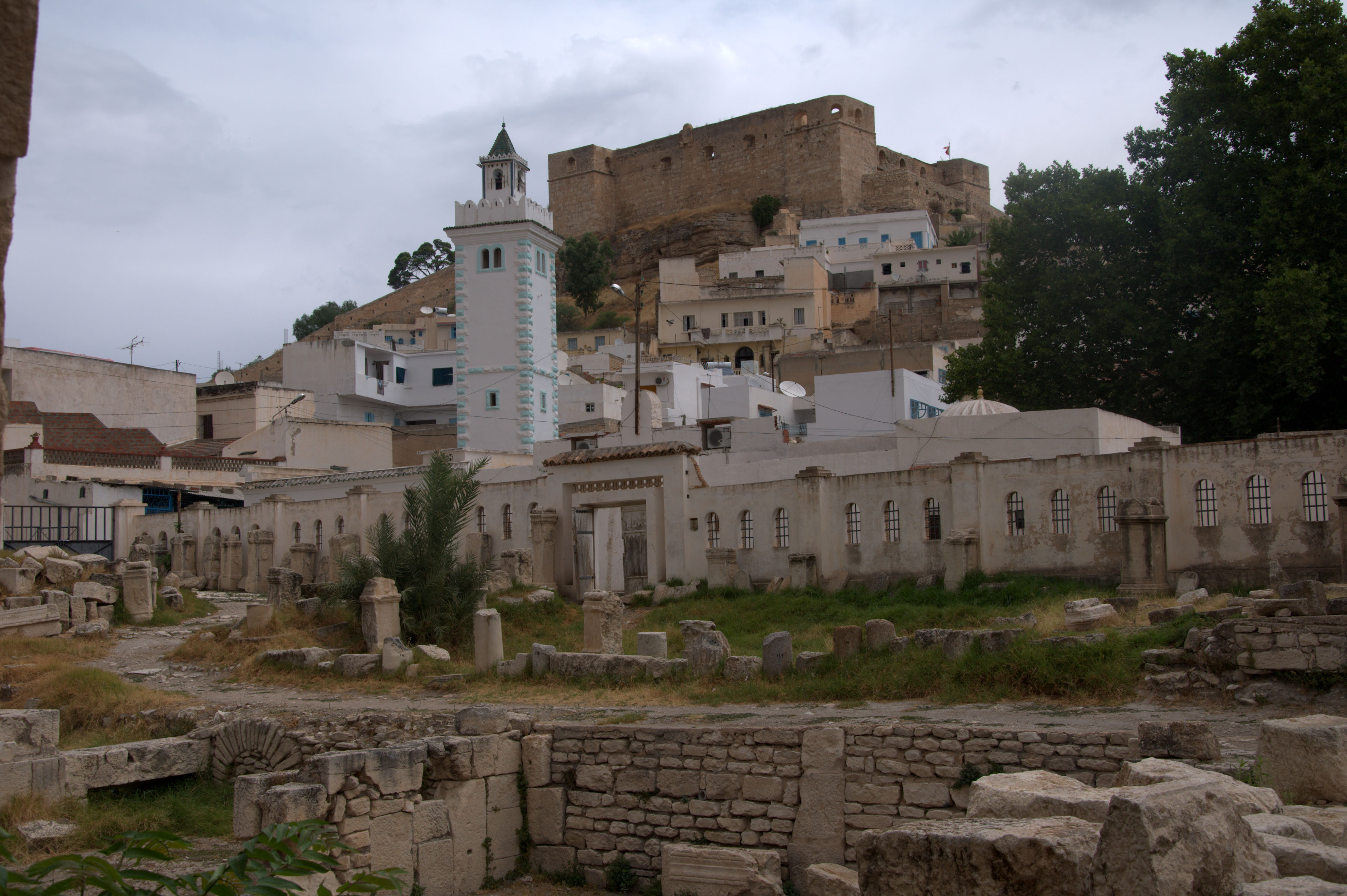
Le Kef – römische Ruinen und Festungsberg

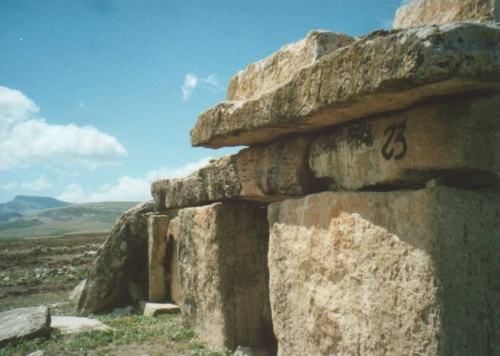
Megalithanlagen von Ellès

Das Gouvernement Kef (arabisch ولاية الكاف, DMG wilāyat al-Kāf), eines der 24 Gouvernements in Tunesien, befindet sich in den östlichen Ausläufern des Tell-Atlas in Höhen zwischen 500 und 1250 m ü. d. M. im Nordwesten des Landes an der Grenze zu Algerien und umfasst eine Fläche von 4965 km² (ca. 3 % des Staatsterritoriums). Die Bevölkerungszahl beträgt etwa 243.000; Hauptstadt ist Le Kef. Das Gouvernement wurde am 21. Juni 1956 gegründet.

## Verwaltungsgliederung
Das Gouvernement umfasst elf Delegationen:
| Delegation          | Einwohner 2004 | Einwohner 2014 |
| ------------------- | -------------- | -------------- |
| Dahmani             | 30.749         | 27.907         |
| El Ksour            | 17.100         | 15.215         |
| Jérissa             | 11.298         | 9.807          |
| Kalâat Khasba       | 7.353          | 6.652          |
| Kalâat Senan        | 16.454         | 15.621         |
| Kef Est             | 40.456         | 40.288         |
| Kef Ouest           | 29.951         | 33.418         |
| Nebeur              | 28.328         | 25.897         |
| Sakiet Sidi Youssef | 20.527         | 17.500         |
| Sers                | 25.915         | 23.259         |
| Tajerouine          | 30.659         | 27.592         |
| Summe               | 258.790        | 243.156        |

## Klima
Die durchschnittlichen Temperaturen liegen in Abhängigkeit von der Höhe und der Bewölkung zwischen 2 und 12 °C in den Winternächten bzw. 10 und 15 °C am Tag; die sommerlichen Temperaturen liegen im Bereich zwischen 25 und 35 °C am Tag bzw. zwischen 5 und 15 °C in der Nacht. Die jährlichen Niederschlagsmengen schwanken meist zwischen 400 und 600 Millimetern.

## Wirtschaft
Die Landwirtschaft ist noch immer der dominante Wirtschaftssektor der Region – Getreide, Obstbau (Oliven, Mandeln) und der Anbau von Gemüse (Bohnen, Tomaten etc.) sind die Hauptprodukte; daneben wird in nicht unbedeutendem Umfang Viehzucht (Milch, Fleisch) betrieben.

## Natur
Die Region ist weitgehend vom Menschen kultiviert; größere Waldgebiete befinden sich noch bei Nebeur und Sers im Norden des Gouvernements. Die höchsten Erhebungen sind der Table de Jugurtha (1255/71 m), der Djebel Slata (1103 m) und der Djebel Eddyr (1084 m).

## Geschichte
Die Region war ehemals von Berbern besiedelt, die von den Römern unterworfen wurden. Im 6. Jahrhundert kontrollierten die Byzantiner mit ihren Festungsbauten das Gebiet. Seit der zweiten Hälfte des 7. Jahrhunderts dominiert der Islam das religiöse und geistige Leben.

## Kultur
Aus der späten Megalithzeit stammen die aus geglätteten großen Steinen errichteten Bauten bei der Ortschaft Ellès. Bedeutendste Römerstadt des Gouvernements ist Le Kef (Colonia Iulia Veneria Cirta Nova Sicca) selbst, aber auch die Fundstätten bei El Medina sind durchaus von Bedeutung. Die Überreste mehrerer Festungen aus byzantinischer Zeit sind zumeist in sehr schlechtem Zustand; die Kasbah von Le Kef stammt aus osmanischer Zeit (17. Jahrhundert).